# Войцеховський Йосип Павлович
Войцеховський Йосип (Осип) Павлович (1793— 17 листопада 1850, Казань) — лікар, сходознавець, синолог, маньчжурознавець.

## Біографія
Йосип народився у селі Цеберманівка Липовецького повіту Київської губернії (сучасне село Іванівка Уманського району (Черкаської області). Закінчив Києво-Могилянську академію у Києві та Медико-хірургічну академію у Санкт-Петербурзі.
З 1819 по 1831 роки працював штатним лікарем Російської православної духовної місії в Пекіні (Китай). Під час місії Войцеховський зіштовхнувся з епідемією холери та спалахами інших недуг. Лікар настільки успішно з ними боровся, що китайці у Пекіні поставили пам'ятник ще за його життя (1829 рік). Також вивчав китайську та маньчжурську мови, фауну та флору країни, традиції китайської медицини.
У 1831 році повернувся до Петербурга, де працював лікарем. З 1834 став професором першої в Росії кафедри китайської та маньчжурської мови Казанського університету.
Уклав один з перших китайсько-маньчжурсько-російський словник, що залишився неопублікований. Також перекладав російською мовою класичні твори давньої китайської філософії. Вони так само неопубліковані. Інформація щодо його робіт зазначена професором К. К. Фойгт у його «Огляді ходу та успіхів дослідження азійських мов в Імператорському Казанському університеті» (Казань, 1852 рік).
Помер у 1850 році, у місті Казань (сьогодні це Республіка Татарстан, РФ).